# Educazione permanente
Per "educazione permanente" si intende l'attività di perfezionamento e di studio svolta in modo costante da un singolo individuo o da un'organizzazione nel suo insieme per aggiornare e sviluppare le conoscenze e le tecniche professionali.

## Storia
L'idea originale di garantire all'essere umano un'educazione che lo caratterizzi durante tutto il corso della vita si può ricondurre a Giovanni Amos Comenio (1592-1670), considerato il padre della pedagogia, il quale riassume il concetto di educazione permanente in una frase: "Tutti siano educati in tutto totalmente". Per Comenio l'educazione è intesa come un processo di apprendimento che inizia dalla giovane età per proseguire in quella adulta e anziana poiché l'uomo in ogni fase della sua vita sente il bisogno di progredire.
Il pensiero di Comenio viene ripreso tra il XVIII e il XIX secolo dal ceto borghese secondo il quale l'educazione è "per tutti", però in realtà non è ancora estesa a tutti i livelli della società: educazione e istruzione vengono sì allargate ai nuovi ceti emergenti ma non ai ceti popolari. L'idea borghese di educazione permanente vedeva la realizzazione della persona attraverso l'essere cittadino: bisognava formare cittadini che sapessero orientarsi in maniera ottimale nella società. Ci vorrà più di un secolo, intorno agli anni quaranta del Novecento, perché la realizzazione venga intesa come realizzazione di una persona, con i relativi bisogni che la società deve saper rilevare e soddisfare tramite processi di educazione. L'educazione democratica pone al centro la persona e l'idea che l'educazione sia per tutti, indifferentemente da età, ceto sociale, razza e sesso.
Le trasformazioni sociali dovute alla guerra e agli anni della contestazione portano alla riconsiderazione delle pratiche, delle politiche e delle teorie riguardanti l'educazione: le istituzioni devono garantire a tutte le persone i loro diritti di cittadini partecipi alla vita comunitaria tramite percorsi di formazione che uniscano due visioni educative: il lifelong learning e la learning society.
L'idea di educazione permanente comincia a modificarsi e ad avvicinarsi a come viene intesa oggi a partire dal 1972, quando viene emanato dall'UNESCO il Rapporto Faure dal titolo ‘Learning to Be’, che dà una prima definizione di educazione permanente.
Successivamente, in Europa, nel 1995 viene pubblicato il Libro bianco di Cresson, dove viene coniato il termine lifelong learning e si sviluppa il concetto di knowledge society, modificando dunque il termine 'educazione' con 'apprendimento'.
Con la Strategia di Lisbona del 2000, l'Europa si pone l'obiettivo di adattare l'istruzione e la formazione ai bisogni dei cittadini in tutte le fasi della loro vita, per promuovere l'occupabilità e l'inclusione sociale.
Nel 2002, l'educazione permanente diviene a tutti gli effetti chiamata lifelong e lifewide learning, apprendimento continuo per tutta la vita e possibile in ogni contesto per la formazione della coesione e dell'inclusione sociale e la formazione.

## Descrizione

### Introduzione
Il concetto di educazione permanente è un tema che emerge in tempi recenti e nasce dalla moderna pedagogia. L'educazione viene vista in continua evoluzione, ovvero come un processo che non coinvolge soltanto un'età definita, durante la crescita dell'individuo, ma abbraccia l'intera vita della persona come condizione permanente. Proprio per questo, rientra nel campo dell’educazione degli adulti poiché riguarda tutte le dimensioni della vita del singolo, dall'aspetto cognitivo, all'aspetto politico, economico dell'uomo, e comprende forme assai diversificate di iniziative e di interventi, ciascuna delle quali definisce i propri obiettivi in relazione alle variabili che ne caratterizzano la natura (scopo, tipo di utenza, contesto, ecc.).

### L'odierna "learning society"
L'Europa di oggi è alle prese con una trasformazione di portata comparabile a quella della rivoluzione industriale. La tecnologia digitale sta trasformando la nostra vita sotto tutti i punti di vista e la biotecnologia cambierà forse un giorno la vita stessa. Il commercio, i viaggi e le comunicazioni su scala planetaria allargano gli orizzonti culturali di ciascuno di noi e sconvolgono le regole della concorrenza tra le economie. La vita moderna offre al singolo maggiori opportunità e prospettive, ma presenta anche maggiori rischi e incertezze. Le persone sono al contempo libere di decidere tra diversi stili di vita e responsabili di gestire la propria vita. Sono sempre più numerosi coloro che protraggono gli studi, ma aumenta lo scarto tra coloro che hanno qualifiche sufficienti per sopravvivere sul mercato del lavoro e quelli che ne sono irrimediabilmente esclusi. Inoltre, la popolazione europea invecchia rapidamente, il che comporterà una trasformazione nella composizione della manodopera e nei modelli di domanda di servizi sociali, sanitari ed educativi. Infine, le società europee si stanno trasformando in mosaici pluriculturali. Tale diversità racchiude un notevole potenziale di creatività e di innovazione in tutte le sfere della vita.
La figura emergente di learning society sembra condensare la nuova consapevolezza circa la nostra società, che come tale non è solo luogo di apprendimento, ma è anche organizzazione in apprendimento, giacché a sua volta impara, giorno per giorno, dagli effetti dei suoi stessi processi (conoscitivi, economici, etici, istituzionali, ecc.) e seleziona, mediante il dibattito pubblico e, in itinere, i conseguenti orientamenti di governo.
Una simile società necessita pertanto di un lifelong learning da parte dei suoi componenti, poiché in un simile contesto non si può immaginare un'azione educativa, un'istruzione e una formazione temporalizzate in un segmento particolare della vita.
Tale lifelong learning dovrà dunque consistere in una multiforme offerta di educazione/formazione rivolta alla società, in un'ottica di continuità che permetta una continua manutenzione, aggiornamento ed innovazione delle conoscenze in una dimensione di spendibilità sociale che non sia limitata esclusivamente alla sfera lavorativa ed aziendalistica.

### Elementi caratteristici dell'educazione permanente
Oggigiorno la società si trova a giocare nuove sfide rispetto al passato. Questi nuovi tempi richiedono una maggiore flessibilità a seguito dei continui cambiamenti che coinvolgono tutte le dimensioni della vita: politica, sociale ed economica. Molti parlano di una società della conoscenza che accompagna i nostri tempi. Una società che vuole valorizzare l'individuo e il suo continuo crescere, riflettere e acquisire nuovi saperi e nuove conoscenze come capitale intellettuale a fondamento dello sviluppo sociale del paese. La nostra società è sempre più volta ad impegnarsi in nuove logiche di processo e di innovazione in tutti gli ambiti dell'attività umana. L'uomo deve allora saper coltivarsi, ovvero saper apprendere. L'apprendimento non è più un percorso che deve concludersi al termine dell'istruzione, ma deve divenire un apprendimento continuo, per tutta la vita per promuovere una nuova cultura dello sviluppo.
Il concetto di educazione permanente è dunque rappresentazione di questa società dove si deve favorire l'apprendimento in contesti formali, informali e non formali e non solo in quei contesti tradizionali volti all'apprendimento, bensì in qualsiasi ambito e durante l'intero arco della vita.
L'educazione permanente, in questa prospettiva, offre un miglioramento delle conoscenze, delle capacità, delle competenze al fine di promuovere la cittadinanza attiva, l'autorealizzazione, l'inclusione sociale e l'adattamento professionale. L'educazione richiede dunque una continua ricerca di strumenti affinché tutti possano essere inclusi in questo processo.
Promuovere un'educazione permanente è oggi uno degli obiettivi delle politiche internazionali e delle comunità europee.

### Educazione permanente degli adulti
Comune a tutta l'educazione permanente degli adulti è una intenzionalità educativa orientata su tre obiettivi di fondo:
1. Lo sviluppo dei soggetti, nel senso della loro autonomia nel comprendere, valutare e scegliere la propria vita come cittadini, lavoratori e detentori di ruoli sociali;
2. Lo sviluppo della società, sotto il profilo culturale, economico e politico, tenuto conto della sua complessità e dell'accelerato ritmo di cambiamento;
3. Lo sviluppo degli aggregati sociali nei quali avviene - a diversi livelli - l'incontro tra le potenzialità e le scelte individuali e le scelte collettive (lavoro, famiglia, associazionismo, ecc.).

Nei confronti dei soggetti a cui l'Eda si propone, le finalità comuni a ogni tipo di attività di educazione degli adulti (e in questo senso prioritari, quale che ne siano gli scopi ed obiettivi specifici) è quella di incrementare le loro capacità di:
a) Imparare ad imparare, nel senso di costruire significati in relazione alle esperienze di vita, di lavoro, di cittadinanza;
b) Aumentare il benessere fisico, culturale, economico, sociale e civile;
c) Partecipare come cittadino, nel senso di contribuire consapevolmente, responsabilmente ed efficacemente ai processi di democratizzazione come pratica della libertà propria e altrui nel rispetto di diritti e doveri uguali per tutti.
Tali finalità si realizzano adottando strategie che:
- favoriscono il processo di apprendimento, nelle dimensioni cognitiva, operativa e relazionale;
- stimolano a utilizzare consapevolmente il lavoro della mente, nelle dimensioni fruitiva, normativa e creativa;
- rispettano l'autonomia delle diverse individualità circa tempi e modi di apprendere, esprimere, interpretare, scegliere, decidere, comunicare, agire.[7]

Tra le Istituzioni italiane che si occupano di educazione permanente degli adulti va doverosamente ricordata l'Università popolare che con centinaia di sedi opera su tutto il territorio nazionale con riconoscimenti, ricevuti sia da numerose Regioni d'Italia (che hanno appositamente legiferato), sia da parte del Ministero per i Beni e le Attività Culturali che del Ministero dell'Istruzione, dell'Università e della Ricerca.

## Documenti internazionali

### Memorandum sull'istruzione e la formazione permanente
Il Memorandum sull'istruzione e la formazione permanente, pubblicato dalla Commissione europea riunitasi a Bruxelles il 30 ottobre 2000, afferma come la nozione di istruzione e formazione permanente deve divenire il principio promotore di qualsiasi aspetto umano.
Inoltre sottolinea l'importanza che ha l'educazione permanente nel:
- costruire una società che offra a tutte le stesse opportunità;
- sollecitare tutti i cittadini a cooperare sempre più attivamente in tutte le dinamiche della vita pubblica (sociale, economica e politica);
- elevare il livello di studi e delle qualifiche in tutti i settori, garantendo un'offerta di qualità e la capacità di adattarsi ai cambiamenti sociali.

Premessa essenziale per avviare un'educazione permanente è un'istruzione di base di qualità per tutti al fine di giungere alla piena realizzazione dell'essere umano in quanto tale. Ogni persona deve sviluppare la consapevolezza e la responsabilità comune.
L'educazione permanente deve offrire a tutti, senza alcuna eccezione, l'opportunità di contribuire al progresso e allo sviluppo della società. Delors a tal proposito, afferma che uno dei pilastri fondamentali, al fine di realizzare ciò, è imparare a vivere insieme realizzando progetti comuni, imparando a raggiungere il benessere collettivo, a gestire i conflitti e a comprendere gli altri, rispettandone i valori, promuovendone la dignità, la pace e la coesione.
Il Memorandum propone sei messaggi chiave che le società dovrebbero seguire per garantire ai cittadini un apprendimento permanente, assumendo non solo il ruolo di mandanti educativi ma sottolineando il proprio essere luoghi di educazione permanente.

#### Sei messaggi chiave
1. Nuove competenze di base per tutti: ogni individuo deve possedere le competenze necessarie per poter partecipare in maniera attiva nella società.
2. Maggiori investimenti nelle risorse umane: le risorse umane sono la maggiore risorsa per le società, per questo devono essere incentivati.
3. Innovazione nelle tecniche di insegnamento e di apprendimento: le società devono sviluppare nuovi contesti e metodi efficaci di insegnamento e apprendimento per garantire l'istruzione e la formazione lungo l'intero arco della vita.
4. Valutazione dei risultati dell'apprendimento: si propone di migliorare il sistema di valutazione della partecipazione e dei risultati delle azioni della formazione, in particolare nell'apprendimento non formale e informale.
5. Rivedere il tema dell'orientamento: garantire a tutti gli individui un facile accesso ai sistemi di orientamento e formazione.
6. Un apprendimento sempre più vicino a casa: garantire percorsi di formazione permanente restando vicini il più possibile agli utenti.

### Raccomandazione del Parlamento e del Consiglio europeo del 18/12/2006
In questa raccomandazione vengono definite otto competenze chiave da sviluppare per l'apprendimento permanente. Le competenze, sotto forma di conoscenze, abilità e attitudini appropriate al contesto, sono essenziali in una società basata sulla conoscenza, per la realizzazione e lo sviluppo personali, la cittadinanza attiva, l'inclusione sociale e l'occupazione.

#### Le competenze chiave
1. Comunicazione nella madrelingua, ovvero la capacità di esprimere e interpretare concetti, pensieri, sentimenti, fatti e opinioni della propria cultura, in forma sia orale sia scritta.
2. Comunicazione nelle lingue straniere che, oltre alle principali abilità richieste per la comunicazione nella madre lingua, richiede abilità quali la mediazione e la comprensione interculturale.
3. Competenza matematica e competenze di base in scienza e tecnologia: la competenza matematica è l'abilità di sviluppare e applicare il pensiero matematico per risolvere problemi in situazioni quotidiane; le altre competenze riguardano la padronanza, l'uso e l'applicazione di conoscenze e metodologie che spiegano il mondo naturale e comportano la comprensione dei cambiamenti determinati dall'attività umana e la consapevolezza della responsabilità di ciascun cittadino.
4. Competenza digitale, consiste nel saper utilizzare con dimestichezza, responsabilità e spirito critico le Tecnologie della Società dell'Informazione (TSI) e richiede quindi abilità di base nelle Tecnologie dell'Informazione e della Comunicazione (TIC).
5. Imparare a imparare, è collegata all'apprendimento, all'abilità di organizzarlo e di perseverare in esso, e alla consapevolezza relativa a metodi e opportunità.
6. Competenze sociali e civiche: per competenze sociali si intendono le competenze personali, interpersonali e interculturali e tutte le forme di comportamento che consentono alle persone di partecipare in modo efficace e costruttivo alla vita sociale e lavorativa; la competenza civica dota le persone degli strumenti per impegnarsi a una partecipazione attiva e democratica.
7. Spirito di iniziativa e imprenditorialità, significa tradurre le idee in azione attraverso la creatività, l'innovazione, l'assunzione di rischi e la capacità di pianificare e gestire progetti per raggiungere degli obiettivi.
8. Consapevolezza ed espressione culturale, implicano la consapevolezza dell'importanza dell'espressione creativa di idee, esperienze ed emozioni attraverso un'ampia varietà di mezzi di comunicazione, compresi la musica, le arti dello spettacolo, la letteratura e le arti visive.

Ogni competenza chiave è importante perché può contribuire a una vita positiva nella società della conoscenza.

### Conferenza UNESCO a Parigi del 1985
La Conferenza UNESCO tenutasi a Parigi nel 1985 riconosce l'interdipendenza del mondo moderno, credendo nell'importanza di imparare da e con gli altri.
Essa riconosce che l'educazione adulta è un'attività in crescita in tutto il mondo poiché gioca un ruolo fondamentale nello sviluppo della società e dell'uomo, riconoscendo il bisogno di un continuo flusso di informazioni attraverso gli Stati membri ed attraverso istituzioni non governative ed altre organizzazioni internazionali.
Pertanto la Conferenza raccomanda agli Stati membri:
- di scambiare informazioni e risultati di ricerca in modo da promuovere studi comparati riguardo all'educazione adulta;
- di incoraggiare ed estendere i vari tipi di assistenza per la realizzazione di appropriate ricerche;
- di incoraggiare ed espandere la condivisione di esperienze a livello locale, regionale, nazionale ed internazionale riguardanti l'educazione adulta e la promozione di attività sociali;
- di consolidare ed espandere gli avanzamenti fatti nella cooperazione orizzontale in campo di educazione.

Inoltre la Conferenza raccomanda all'UNESCO:
- di promuovere lo scambio di informazioni dei risultati scientifici in materia di educazione per gli adulti attraverso l'organizzazione di seminari internazionali;
- di avvicinare il personale educativo alle ultime scoperte ed innovazioni in materia;
- di studiare e far crescere ovunque i risultati in materia di formazione del personale educativo a tutti i livelli;
- di promuovere la formazione dei dirigenti;
- di condividere i risultati raggiunti attraverso prodotti culturali;
- di continuare, con le risorse a disposizione, a rafforzare il proprio ruolo di centro internazionale di raggruppamento e diffusione di documenti in materia;
- di continuare a favorire la condivisione attraverso la pianificazione e la ricerca di applicazioni tecnologiche in campo, per favorire la diffusione degli effetti positivi ottenuti.

### Il pensiero di Jacques Delors
Jacques Delors è un convinto sostenitore dell'educazione permanente. Nella sua idea, l'educazione deve offrire simultaneamente le mappe di un mondo complesso in perenne agitazione e la bussola che consenta agli individui di trovarvi la propria rotta. Per riuscire nei suoi compiti l'educazione deve essere organizzata attorno a quattro tipi fondamentali d'apprendimento che, nel corso della vita di una persona, saranno in un certo senso i pilastri della conoscenza.

#### I quattro pilastri dell'educazione
- Imparare a conoscere: significa acquisire gli strumenti della comprensione; presuppone che la persona impari ad imparare attraverso l'esercizio della memoria, della concentrazione, della riflessione.
- Imparare a fare: consiste nel mettere in pratica ciò che è stato appreso ed è legato al problema della formazione professionale. Ciò che è conosciuto deve poi essere messo in atto ed essere adattato al mondo del lavoro.
- Imparare a vivere insieme: afferma che una buona e vera educazione deve fare in modo che si riesca ad evitare i conflitti, deve far insorgere nei giovani il rispetto verso gli altri, verso la loro cultura e i loro valori. Perché ciò avvenga, le persone devono essere in grado di portare avanti una graduale scoperta verso gli altri, anche se però, per arrivare a questo punto finale, bisogna prima essere in grado di conoscere sé stessi.

Per vivere assieme bisogna, inoltre, saper porre obiettivi comuni che durino per tutto il corso della vita.
- Imparare ad essere: indaga lo sviluppo totale dell'individuo, facendo in modo che ognuno possa arrivare ad una completa realizzazione personale attraverso lo sviluppo di corpo e spirito, intelligenza, responsabilità, valori e autonomia.

## Critiche
Ivan Illich già criticava l'educazione istituzionale nel suo Descolarizzare la società. Nel saggio scritto insieme ad Etienne Verne, Imprisoned in the global classroom i due autori criticano il concetto di educazione permanente e sostengono che il lifelong learning non è il simbolo di uno sviluppo incompleto, ma la garanzia della nostra permanente inadeguatezza, la quale continuamente riassegna il discente al suo posto in una meritocrazia. Insomma, per i due studiosi, l'emancipazione raggiunta tramite un'educazione forzata è una contraddizione in termini.
Concetti simili espone Sergio Bologna nel suo saggio Uscire dal vicolo cieco: 
un gonfiamento abnorme e mostruoso della cosiddetta “offerta formativa”
quel micidiale meccanismo per il quale il giovane si convince che il suo precariato non dipende da rapporti di forza tra le classi ma dalla sua insufficiente formazione, quindi più rimane disoccupato o sottoccupato e più studia.
... un mercato della formazione pubblica e privata la cui sola funzione ormai è quella di produrre un essere umano che è un precario prima ancora di entrare nel mercato del lavoro e che solo per eufemismo viene chiamato “uomo flessibile”.